# Johann Dominik Mahlknecht
Johann Dominik Mahlknecht, noto in Francia come Dominique Molknecht e in Italia anche come Domenico Mahlknecht (Castelrotto, 23 novembre 1793 – Parigi, 7 maggio 1876), è stato uno scultore austriaco naturalizzato francese.
Originario del Tirolo del Sud (austriaco all'epoca, oggi in Italia), egli fu l'autore di tre statue pedestri di Luigi XVI degli anni 1820.

## Vita e attività artistica
Johann Dominik Mahlknecht nacque il 13 novembre del 1793 nella località tirolese di Castelrotto, allora appartenente all'impero asburgico. Fin dalla tenera età mostrò un'inclinazione nei confronti della scultura: si trasferì giovanissimo in Francia per continuare lì la sua formazione. Dapprima risiedette a Lione e a Le Mans, e nel 1812 si stabilì a Nantes, dove entrò nello studio dello scultore Joseph Debay (1779-1863). In questo periodo egli realizzò molti monumenti e statue commemorative per gli spazi pubblici. Il vero riconoscimento di Mahlknecht avvenne nel 1826, quando il re Carlo X lo nominò "scultore di sua Altezza reale". La nomina prevedeva la concessione di uno studio a Parigi affinché l'artista potesse lavorare e formare dei giovani alunni (come Jean-Baptiste Barré e Amédée Ménard). 

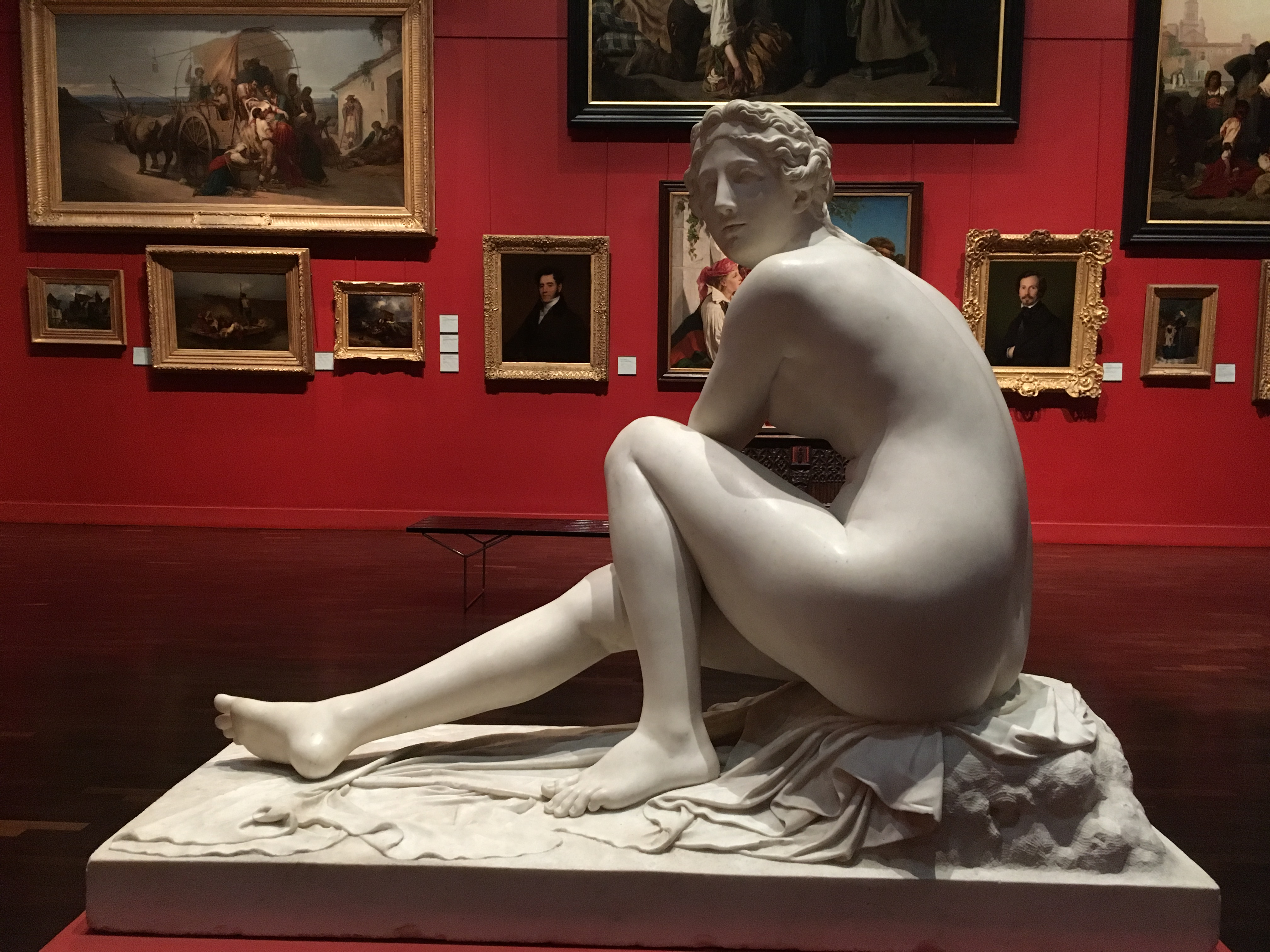
La Venere esposta al Salone di Parigi del 1831, oggi a Orléans.

Nel 1831 egli espose una scultura ritraente la dea Venere al Salone degli artisti francesi, vincendo una medaglia di seconda classe. Nell'anno 1840, Mahlknecht venne scelto dal governo francese, assieme ad altri scultori importanti dell'epoca, per la decorazione esterna della chiesa della Maddalena di Parigi; allo scultore si deve la creazione della figura di San Francesco di Sales.
Lo stile di Mahlknecht segue fedelmente i modelli del neoclassicismo che prevalevano nella sua epoca. Ciononostante, le sue sculture non mostrano il distacco freddo e l'accademismo di Canova o Alberto Thorvaldsen, ma cercano la loro ispirazione non solo nell'antichità greco-romana, ma anche nel Rinascimento o nel Barocco.
Questo si vede in alcune delle sue opere migliori, come la Santa Filomena della chiesa di San Germano d'Auxerre a Parigi (della quale esiste una copia al museo della Val Gardena, a Ortisei), il già citato San Francesco di Sales o la Madonna col Bambino della chiesa di Ortisei, una parrocchia vicina al suo paese natale, per la quale realizzò anche quattro figure che ritraggono gli evangelisti. In tutte queste opere si vede la sua padronanza della tecnica, che raggiunge il virtuosismo nella resa delle vesti e dei panni, e la serenità e la grazia dei volti e degli atteggiamenti dei personaggi.
Dopo una carriera artistica lunga e prolifica, della quale lasciò delle testimonianze in tutta la Francia, lo scultore morì a Parigi nel 1876.

## Opere
Johann Dominik Mahlknecht lavorò a Parigi, dove scolpì diverse statue della chiesa della Maddalena, dell'Hôtel del ministro degli affari esteri, dell'Hôtel des Invalides e quelle della facciata dell'immobile del numero 14 della rue Vaneau.

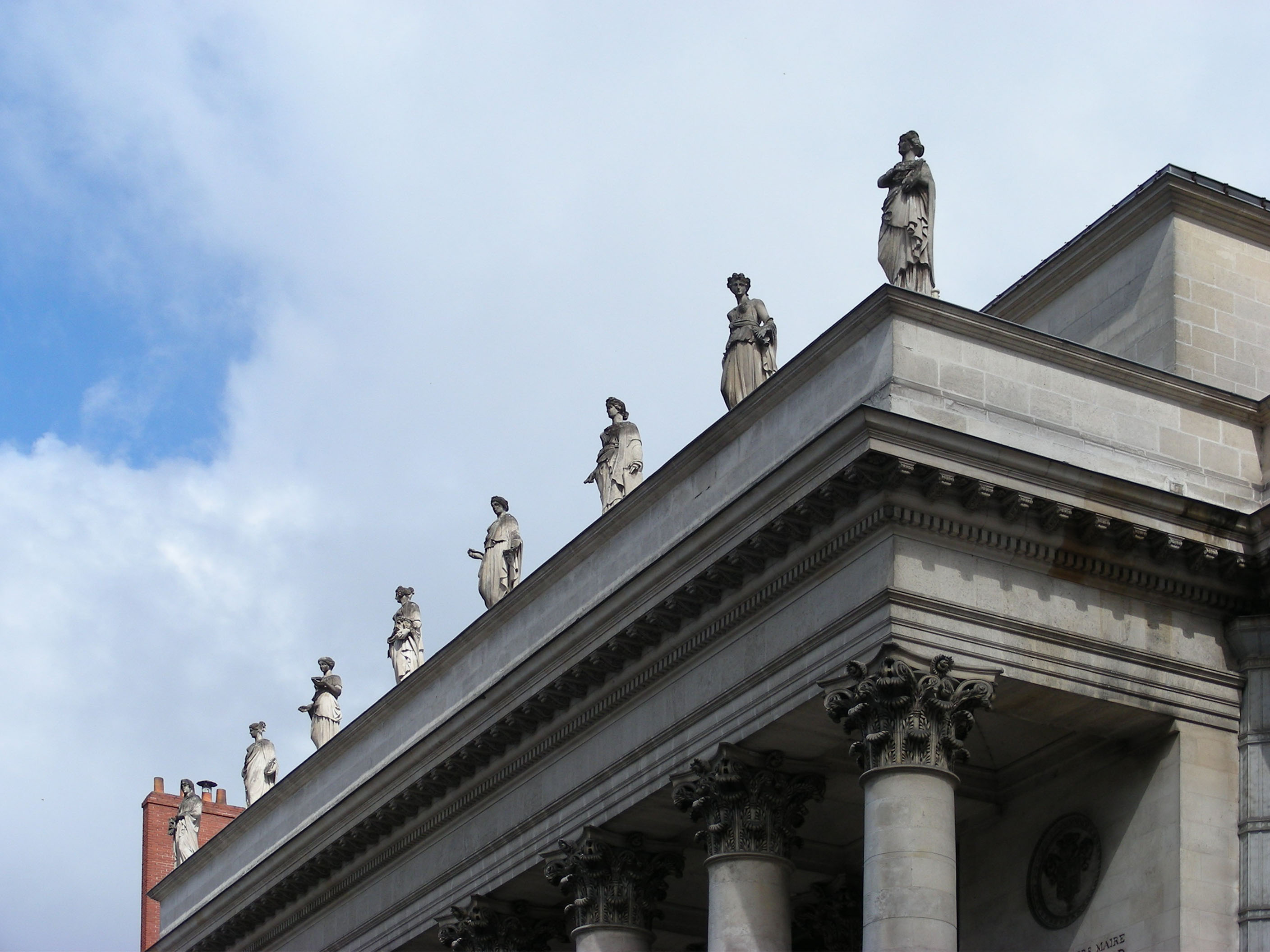
Le statue delle otto muse che sovrastano il teatro Graslin di Nantes.

Egli lavorò anche a Nantes, soprattutto nel 1825 sulle otto muse che sormontano il teatro Graslin, dopo il 1819 sulla statuaria dei cours Saint-Pierre et Saint-André (Bertrand du Guesclin, Olivier V de Clisson, Anna di Bretagna e Arturo III di Bretagna) e nel 1823 sulla colonna della place Maréchal-Foch, sormontata da una statua ritraente Luigi XVI.
Egli fu l'autore di due delle altre quattro statue pedestri di Luigi XVI ancora presenti negli spazi pubblici in Francia: quella di Le Loroux-Bottereau (Loira Atlantica), all'ufficio del turismo (quella che è posta dinnanzi alla chiesa del paese è una copia) e quella di Plouasne (Côtes-d'Armor), nei giardini del castello di Caradeuc.
A Rennes si trova una statua di Du Guesclin nel parco del Thabor e una dell'ammiraglio Dumont d'Urville. Nel palazzo del Parlamento bretone, a Rennes, si trovava una statua dell'avvocato rennese (poi parigino) Pierre-Jean-Baptiste Gerbier (1725-1788), posta nel 1843 e poi scomparsa nel 1960.
A Condé-sur-Noireau venne eretta una statua di bronzo di Jules Dumont d'Urville che egli aveva realizzato nel 1844 circa. Il 23 aprile del 1942, sotto il regime di Vichy, l'opera fu sradicata dal piedistallo e fusa nell'ambito della mobilitazione dei metalli non ferrosi. Venne riprodotta in pietra dopo la guerra da Robert Delandre.

## Galleria d'immagini

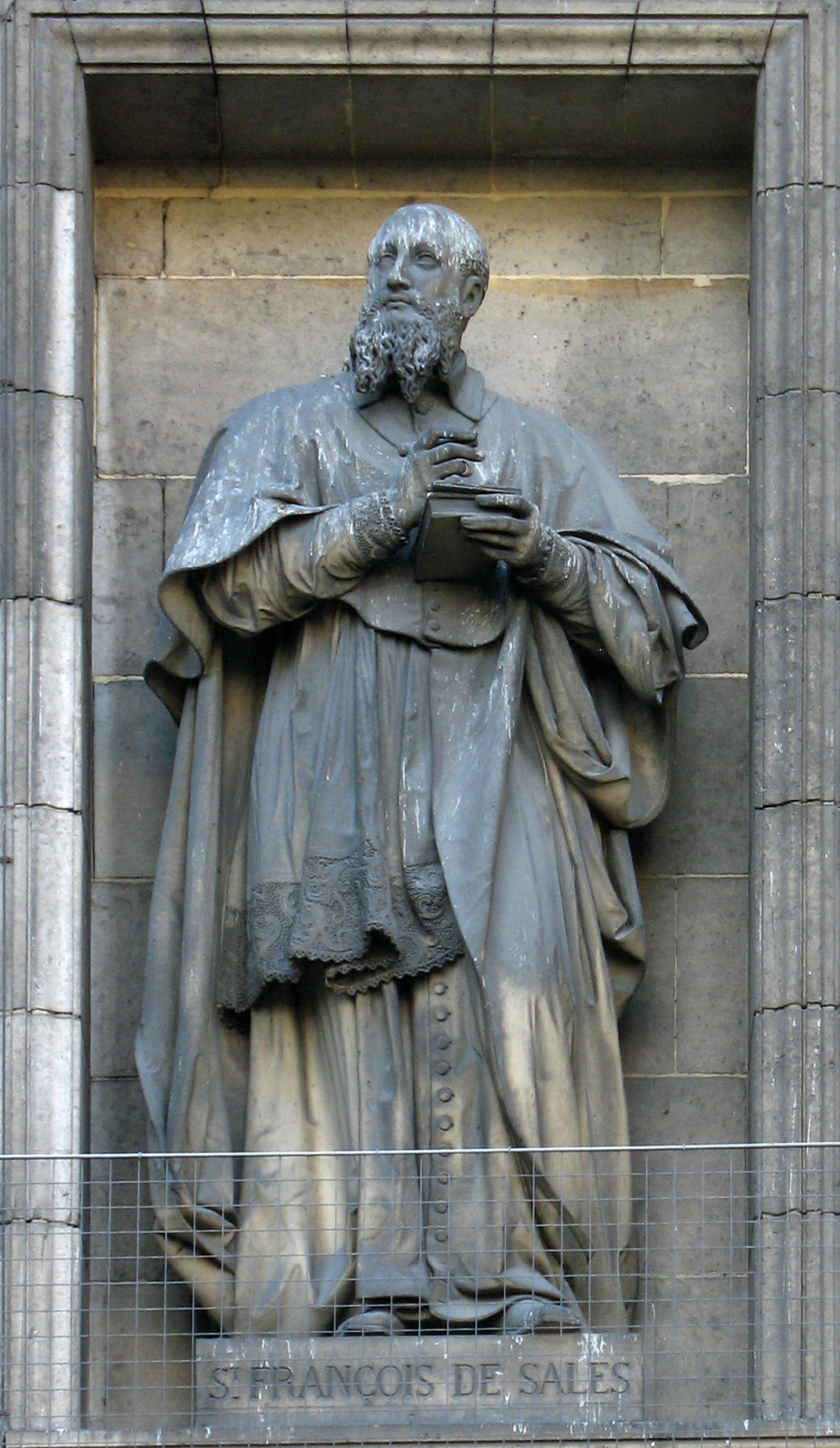
San Francesco di Sales, chiesa di Santa Maria Maddalena, Parigi
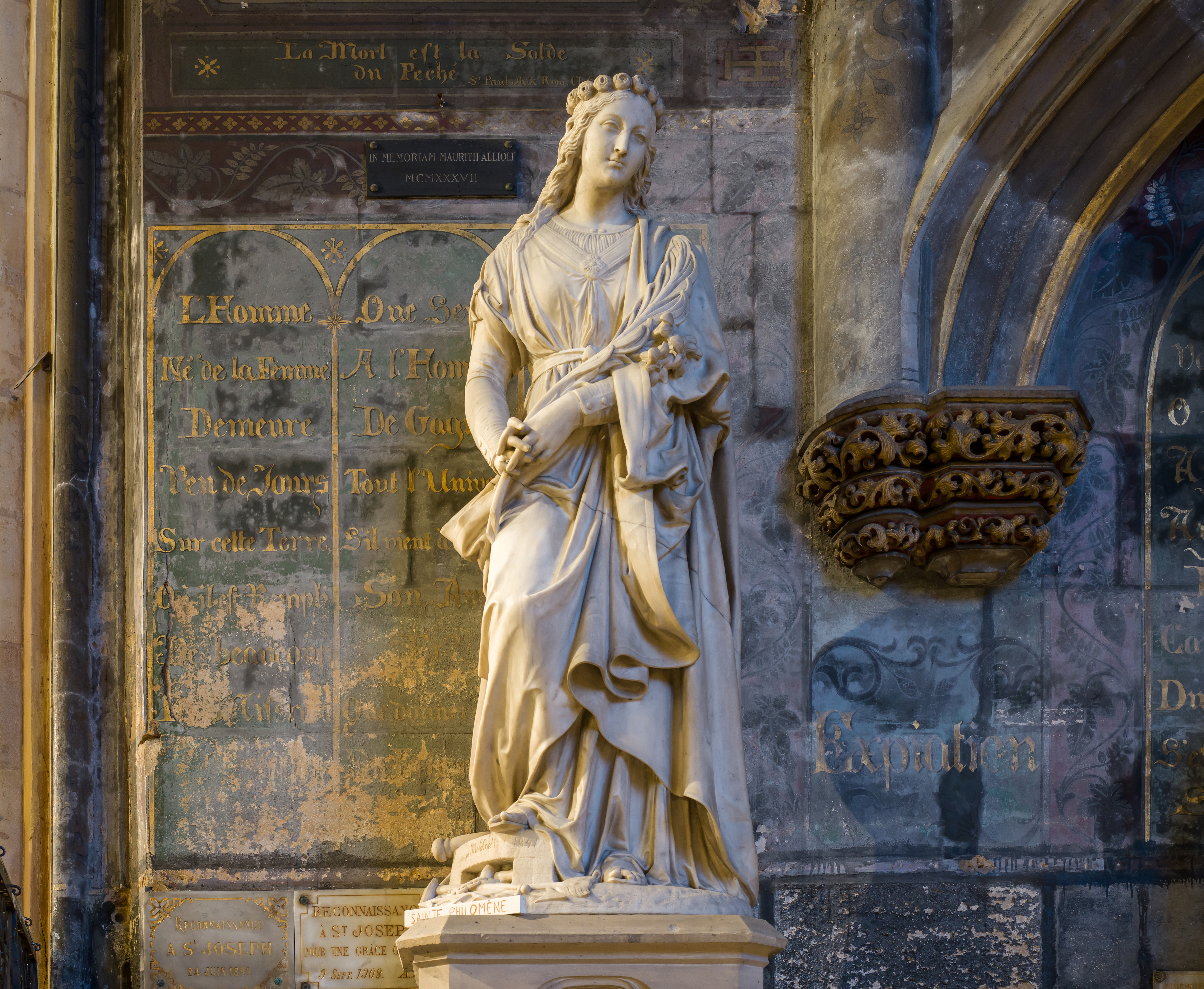
Santa Filomena, chiesa di San Germano d'Auxerre, Parigi
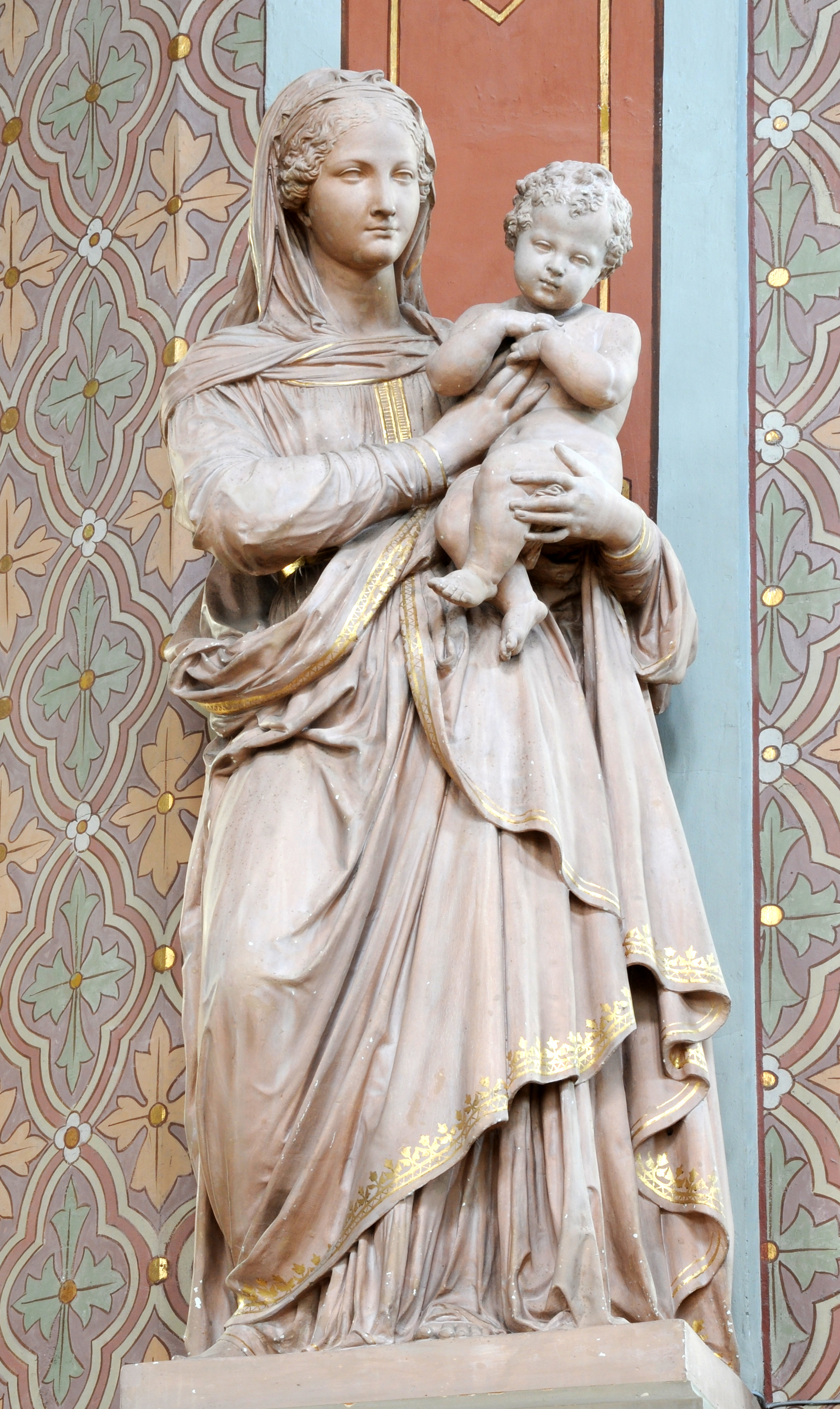
Madonna col Bambino, chiesa di Sant'Ulrico e dell'Epifania del Signore, Ortisei